# François-Sophie-Alexandre Barrillon
Pour les articles homonymes, voir Barrillon.
François-Sophie-Alexandre Barrillon, né le 5 avril 1801 à Paris et mort le 30 septembre 1871 à Élincourt-Sainte-Marguerite (Oise), est un avocat et homme politique français.

## Biographie
François Alexandre Barrillon est le fils unique d’Alexandre Barrillon (1762-1817), planteur, négrier, député et régent de la Banque de France,. En 1825, dans le cadre de l'indemnisation par la république d'Haïti des anciens colons propriétaires, François-Sophie-Alexand reçoit la somme de 8 000 Francs or en dédommagement de la perte de leurs plantations et esclaves causée par la Révolution haïtienne. 
Après des études de Droit, il se fit inscrire au barreau de Paris en 1821. Propriétaire dans l’Oise, conseiller général du département depuis 1833 et maire d’Élincourt en 1838, il fut élu, le 4 novembre 1837, député dans le 5e collège électoral de l'Oise (Compiègne). Non réélu en janvier 1839, il retrouva son siège le 9 juillet 1842, élu par le même collège. Combattu par le ministère Guizot[réf. nécessaire], il échoua aux élections du 1er août 1846. Opposé à la politique gouvernementale, il présida le banquet réformiste de Compiègne en novembre 1847. 
Le 27 février 1848, il fut nommé commissaire du gouvernement dans l'Oise par le gouvernement provisoire de 1848, qui le révoqua en avril comme trop modéré.
Le 23 avril suivant, le département de l’Oise l'élut représentant du peuple, et le réélut à l'Assemblée législative, le 13 mai 1849. Il siégea au centre droit.
Partisan de la candidature du général Cavaignac à la présidence de la République, il protesta, le 2 décembre 1851, à la mairie du 10e arrondissement (ancien) de Paris, contre le coup d’État, et fut enfermé à la prison Mazas. 
Il obtenu son élection dans l’Oise le 23 septembre 1865 et fut réélu aux élections générales du 24 mai 1869. Il bénéficia en 1865 de la neutralité de Napoléon III, se rallia au régime et fut candidat officiel  en 1869. 
Il est promu officier de la Légion d'honneur en 1868. 
Il est le beau-père de François-Ernest Dutilleul.

## Sources
- Gustave Vapereau, Dictionnaire universel des contemporains: contenant toutes les personnes notables de la France et des pays étrangers,  vol1, p. 111, éd. Hachette, 1870.
- Éric Anceau, Dictionnaire des députés du Second Empire, p. 32, éd. Presses universitaires de Rennes, 1999,  (ISBN 2868474365)
- « François-Sophie-Alexandre Barrillon », dans Adolphe Robert et Gaston Cougny, Dictionnaire des parlementaires français, Edgar Bourloton, 1889-1891 [détail de l’édition]